# All/2
Albums de AAA
Attack
(2006) All
(2007)
EPs par AAA
Attack
(2006) AlohAAA!
(2007)
All/2 est le 2e mini album du groupe AAA. Il est sorti sous le label Avex Trax le 13 septembre 2006 au Japon. Il atteint la 12e place du classement de l'Oricon et reste classé 6 semaines, pour un total de 26 217 exemplaires vendus. Il sort en format CD et CD+DVD.

## Liste des titres
| 1. | Hurricane Riri, Boston Mari (Original Long version) (ハリケーン・リリ, ボストン・マリ) | Mashima Masatoshi | Mashima Masatoshi | 6:20 |
| 2. | Let it beat!                                                                           | Tanabe Chisa      | Watanabe Miki     | 4:44 |
| 3. | Hallelujah (ハレルヤ)                                                                  | Naho              | H-Wonder          | 3:57 |
| 4. | "Q"                                                                                    | m.c.A・T          | Ueno Keichi       | 4:16 |
| 5. | Shalala Kibou no Uta (Shalala キボウの歌)                                              | Ira Ishida        | Naruse Hideki     | 4:10 |
| 6. | Yume no Kakera (夢ノカケラ)                                                            | Inoue Katsuhito   | Tachibana Ken     | 4:59 |

| 1. | Yume no Kakera (夢ノカケラ)             |  |
| 2. | AAA 1 Year Anniversary Clip             |  |
| 3. | Yume no Kakera (夢ノカケラ (Making of)) |  |